# نش، باکینگهام‌شر
نش (به انگلیسی: Nash) یک روستا و محله مدنی در بریتانیا است که در Aylesbury Vale واقع شده‌است. نش ۴۱۷ نفر جمعیت دارد.